# Rada Powiatu Kłodzkiego
Rada Powiatu Kłodzkiego – organ stanowiący i kontrolny samorządu powiatu kłodzkiego z siedzibą w Kłodzku. Istnieje od 1998 roku; w jego skład wchodzą radni wybierani w powiecie kłodzkim, w wyborach bezpośrednich na kadencje trwające 5 lat (do 2018 roku kadencja trwała 4 lata). Obecna VI kadencja rady trwa od jesieni 2018 do wiosny 2024 (przedłużona o pół roku). Przewodniczącym Rady Powiatu Kłodzkiego jest Zbigniew Łopusiewicz, a funkcję wiceprzewodniczących pełnią: Robert Duma i Małgorzata Kanecka. Starostą powiatu kłodzkiego jest Małgorzata Jędrzejewska-Skrzypczyk (od 31 stycznia 2024, po rezygnacji Macieja Awiżenia) i od 6 maja 2024 ponownie.

## Wybory do rady
Radni do Rady Powiatu Kłodzkiego są wybierani w wyborach co 5 lat w siedmiu okręgach wyborczych, które nie mają swoich oficjalnych nazw. Zasady i tryb przeprowadzenia wyborów określa odrębna ustawa. Skrócenie kadencji rady może nastąpić w drodze referendum powiatowego.
| Okręg | Gminy                                                             | Liczba radnych | Liczba wyborców w 2024 |
| ----- | ----------------------------------------------------------------- | -------------- | ---------------------- |
| 1.    | Kłodzko                                                           | 4              | 19 839                 |
| 2.    | gmina Bystrzyca Kłodzka, gmina Międzylesie                        | 4              | 19 746                 |
| 3.    | gmina Nowa Ruda, gmina Radków                                     | 4              | 15 609                 |
| 4.    | Nowa Ruda                                                         | 4              | 16 462                 |
| 5.    | gmina Kłodzko, Polanica-Zdrój                                     | 4              | 18 079                 |
| 6.    | Kudowa-Zdrój, gmina Lewin Kłodzki, Duszniki-Zdrój, gmina Szczytna | 4              | 17 840                 |
| 7.    | gmina Lądek-Zdrój, gmina Stronie Śląskie                          | 3              | 11 766                 |
| #     | Razem (Σ)                                                         | 27             | 119 341                |

## Organizacja Rady Powiatu
Radę Powiatu Kłodzkiego tworzy aktualnie 27 radnych, wybierających spośród siebie przewodniczącego i dwóch wiceprzewodniczących. Radni pracują w tematycznych komisjach stałych i doraźnych. Komisje Stałe:
Komisja Rewizyjna
Komisja Skarg, Wniosków i Petycji
Komisja Budżetu i Finansów
Komisja Edukacji
Komisja Zdrowia i Spraw Społecznych
Komisja Bezpieczeństwa, Porządku Publicznego i Infrastruktury Drogowej
Komisja Rozwoju, Promocji, Turystyki i Ochrony Środowiska

## Historia Rady Powiatu

### I kadencja (1998–2002)
Prezydium
- Przewodniczący: Julian Golak
- Wiceprzewodniczący: Dariusz Kłonowski
- Wiceprzewodniczący: Krzysztof Popiel

Kluby radnych
- Sojusz Lewicy Demokratycznej – 23 radnych:
  - Iwona Violetta Banyś, Mieczysław Bromboszcz, Janusz Charczuk, Ryszard Chwal, Bożena Czepielewska, Jan Krombach, Aleksander Ledowski, Janusz Leraczyk, Wiesław Lewicki, Roman Lipski, Adam Łącki, Józef Łopaciuch, Lesław Łysiak, Barbara Magier-Solis, Janina Marciniak, Wiesław Orłowski, Mirosław Pejski, Ryszard Pomykała, Teresa Sokołowska, Mieczysław Wojciechowski, Grażyna Świniańska, Marek Zwoliński, Eugeniusz Wiatrowski,
- Akcja Wyborcza Solidarność – 22 radnych:
  - Teresa Bazała, Waldemar Bicz, Stefan Cygnarowicz, Kazimierz Ferenz, Andrzej Gizka, Tadeusz Główka, Julian Golak, Marek Jagódka, Antonina Barbara Janowicz, Bolesław Jarczyński, Zygmunt Junak, Kamil Kołodziej, Dariusz Kopacz, Dariusz Mikosa, Grzegorz Muskała, Edward Osowski, Bogusław Rogiński, Ryszard Ryll, Jan Saul, Marek Szpak, Krystyna Śliwińska, Jolanta Terlecka,
- Unia Wolności – 9 radnych:
  - Zbigniew Bartnik, Adam Jaśnikowski, Dariusz Kłonowski, Czesław Kręcichwost, Marian Kulpa, Janusz Kuśmierz, Renata Surma, Henryk Wnętrzak, Barbara Zatoka,
- Przymierze Społeczne – 6 radnych:
  - Halina Bernat, Jan Jakóbczak, Andrzej Jellin, Marian Kania, Anna Piasecka, Krzysztof Popiel.

### II kadencja (2002–2006)
Prezydium
- Przewodniczący: Jerzy Dziewiecki (do 2003) Marek Szpanier
- Wiceprzewodniczący: Marek Zwoliński
- Wiceprzewodniczący: Jan Podgórski

Kluby radnych:
- Sojusz Lewicy Demokratycznej-Unia Pracy – 9 radnych:
  - Adam Łącki, Iwona Violetta Banyś, Bogusława Rydel, Marek Zwoliński, Ryszard Pomykała, Janina Grysiewicz, Kazimierz Pudłowski, Stefan Klimaszko, Grażyna Świniańska,
- Polskie Stronnictwo Ludowe – 5 radnych:
  - Marek Bogdał, Jan Podgórski, Jarosław Surówka, Marek Szpanier, Przemysław Minta,
- Prawica Razem – 4 radnych:
  - Dariusz Mikosa, Marek Jagódka, Julian Golak, Marek Szpak,
- Obywatelskie Forum Samorządowe – 4 radnych:
  - Renata Surma, Henryk Wnętrzak, Monika Podjacka, Wojciech Heliński,
- Nasza Mała Ojczyzna – 3 radnych:
  - Janusz Laska, Dariusz Kłonowski, Anna Martynowska (do 15 stycznia 2003)
- Samoobrona RP – 3 radnych:
  - Jerzy Dziewiecki, Józef Kołt, Ryszard Żarnowski.

### III kadencja (2006–2010)
Prezydium
- Przewodniczący: Dariusz Kłonowski
- Wiceprzewodniczący: Daniela Białek
- Wiceprzewodniczący: Bogusław Wijatyk

Kluby radnych:
- Platforma Obywatelska – 11 radnych:
  - Leszek Ujma, Robert Duma, Paweł Marciniak, Krzysztof Baldy, Hubert Krech, Dariusz Kłonowski, Marian Półtoranos, Wiesław Sadowski, Sebastian Grzyb, Ryszard Wośko, Tadeusz Wielgus,
- Polskie Stronnictwo Ludowe – 9 radnych:
  - Zygmunt Szkretka, Jarosław Zachariasz, Daniela Białek, Marek Bogdał, Jerzy Dziewiecki, Andrzej Jellin, Józef Kołt, Adam Łącki, Bogusław Wijatyk,
- Prawo i Sprawiedliwość – 8 radnych:
  - Dariusz Mikosa, Jan Saul, Jolanta Terlecka, Irena Foremnik, Marek Jagódka, Tomasz Koczot, Marek Szpak, Jacek Tyniec.

### IV kadencja (2010–2014)
Prezydium
- Przewodniczący: Dariusz Kłonowski
- Wiceprzewodniczący: Małgorzata Jędrzejewska-Skrzypczyk
- Wiceprzewodniczący: Renata Wolan-Niemczyk

Kluby radnych:
- Platforma Obywatelska – 14 radnych:
  - Dariusz Kłonowski, Hubert Krech, Małgorzata Jędrzejewska-Skrzypczyk, Paweł Marciniak, Maciej Awiżeń, Krzysztof Baldy, Dariusz Chojecki, Sebastian Grzyb, Sławomir Kajdas, Anetta Kościuk, Longin Marzyński, Renata Wolan-Niemczyk, Leszek Ujma, Borysław Zatoka.
- Rozwój i Partnerstwo – 5 radnych:
  - Zygmunt Szkretka, Ryszard Niebieszczański, Lubomir Danielczyk, Barbara Siemczonek, Bogusław Wijatyk.
- Sojusz Lewicy Demokratycznej – 5 radnych:
  - Adam Łącki, Kazimierz Drożdż, Bogdan Krynicki, Janusz Charczuk, Aleksander Niedzielski
- Prawo i Sprawiedliwość – 5 radnych:
  - Andrzej Dąbrowski, Jerzy Dec, Aleksander Szwed, Tomasz Koczot, Józef Kołt

### V kadencja (2014–2018)
Prezydium
- Przewodniczący: Dariusz Kłonowski
- Wiceprzewodnicząca: Renata Wolan-Niemczyk
- Wiceprzewodnicząca: Renata Dudek

Kluby radnych:
- Platforma Obywatelska – 11 radnych:
  - Maciej Awiżeń, Waldemar Bicz i Teresa Ludwin (okręg 1), Robert Duma i Longin Marzyński (okręg 2), Renata Wolan-Niemczyk (okręg 3), Małgorzata Jędrzejewska-Skrzypczyk i Wojciech Kołodziej (okręg 4), Dariusz Kłonowski (okręg 5), Jerzy Król (okręg 6), Maria Teresa Dukat-Krzonkalla (okręg 7)
- Prawo i Sprawiedliwość – 10 radnych
  - Maria Dziewiecka (okręg 1), Józef Kołt i Amanda Konefał (okręg 2), Aleksander Szwed (od 25 listopada 2015 Marta Kokoszka[17]) i Teresa Pażdzierniak (okręg 3), Jerzy Dec i Joanna Walaszczyk (okręg 4), Stanisław Kamiński (okręg 5, od 28 października 2015 Jerzy Pogoda[17]), Kamila Bubińska (okręg 6), Maria Górniak (okręg 7)
- Porozumienie Samorządowe – 3 radnych
  - Piotr Marchewka (okręg 2), Hubert Krech (okręg 5), Renata Dudek (okręg 6)
- Sojusz Lewicy Demokratycznej – 3 radnych:
  - Adam Łącki (okręg 1), Janusz Charczuk (okręg 6), Kazimierz Drożdż (okręg 7)
- Rozwój i Partnerstwo – 2 radnych:
  - Barbara Siemczonek (okręg 3), Ryszard Niebieszczański (okręg 5)

### VI kadencja (2018–2024)
Prezydium
- Przewodniczący: Zbigniew Łopusiewicz
- Wiceprzewodniczący: Robert Duma
- Wiceprzewodniczący: Michał Cisakowski (do I 2024), Anita Piszko (od I 2024)[18]

Kluby radnych:
- Koalicja Obywatelska – 10 radnych:
  - Maciej Awiżeń (do XII 2023), Małgorzata Jędrzejewska-Skrzypczyk, Michał Cisakowski, Jarosław Przybył, Waldemar Bicz, Robert Duma, Grzegorz Kuzak, Marek Mazurkiewicz, Ryszard Niebieszczański, Anita Piszko (od I 2024), Jolanta Walkiewicz (od 30.08.2021)[a]
- Prawo i Sprawiedliwość – 4 radnych:
  - Agnieszka Mandryk-Kryniecka, Joanna Walaszczyk, Mariusz Borcz, Krystyna Śliwińska,
- Porozumienie Samorządowe Ziemi Kłodzkiej – 7 radnych:
  - Piotr Marchewka, Tadeusz Zieliński, Małgorzata Kanecka, Zbigniew Łopusiewicz, Ewelina Ptak, Tomasz Nowicki, Adam Łącki
- Inicjatywa dla Powiatu Kłodzkiego – 2 radnych:
  - Paweł Szafran[21], Borys Zatoka
- Niezrzeszeni – 3 radnych:
  - Jacek Hecht, Józef Kołt, Sławomir Karwowski

### VII (2024–2029)
Prezydium
- Przewodniczący: Zbigniew Łopusiewicz
- Wiceprzewodniczący: Robert Duma
- Wiceprzewodniczący: Małgorzata Kanecka

Kluby radnych:
- Koalicja Obywatelska – 10 radnych:
  - Aneta Piszko, Marek Mazurkiewicz (okręg 1), Robert Duma (okręg 2), Jolanta Walkiewicz (okręg 3), Małgorzata Jędrzejewska-Skrzypczyk, Jarosław Przybył (okręg 4), Ryszard Niebieszczański, Dariusz Kłonowski (okręg 5), Michał Cisakowski (okręg 6), Zbigniew Piotrowicz (okręg 7),
- Prawo i Sprawiedliwość – 8 radnych:
  - Stanisław Bartczak (okręg 1), Krzysztof Rusinek (okręg 2), Agnieszka Mandryk-Kryniecka, Beata Październiak (okręg 3), Jerzy Dec (okręg 4), Mariusz Borcz (okręg 5), Grzegorz Jung (okręg 6), Maria Górniak (okręg 7),
- Porozumienie Samorządowe Trzecia Droga – 8 radnych:
  - Adam Łącki (okręg 1), Piotr Marchewka, Dorota Jaworska (okręg 2), Marcin Gruszka (okręg 4), Ewelina Ptak (okręg 5), Małgorzata Kanecka, Czesław Kręcichwost (okręg 6), Zbigniew Łopusiewicz (okręg 7),
- Porozumienie Obywatelskie Ziemi Kłodzkiej – 1 radny:
  - Paweł Mazurkiewicz (okręg 3)